# ビッグバードがやってきた
ビッグバードがやってきた（Big Bird in Japan）は、1989年1月16日にPBSで放送されたセサミストリートの特別番組。ビッグバード 中国への旅の続編で、撮影は京都と東京で行われた。日本ではNHK総合テレビで1988年11月3日の17:05 - 18:00（JST）に日本語字幕版で先行放送された。

## 概要
バークレーと一緒に日本へ観光客としてやってきたビッグバードが、日本の文化・風景・美しさを学ぶ。

## 出演者
※括弧内は役名
- キャロル・スピニー[2]（ビッグバード）
- ブライアン・ミール[2]（バークレー）
- 川上麻衣子[2]（かぐや姫）
- 春田洋子（ツアーガイド）
- 平野まりこ（清水まりこ）
- 根本明子（清水昭子）
- 加藤正之
- 村山明
- 弘中くみ子
- 松村彦次郎
- 春江ふかみ
- パット・モリタ（竹取物語の語り手）
- 藤原尚武（ナレーション）

## スタッフ
- 演奏 - 東京室内楽協会
- カーミット・ラブとジム・ヘンソンマペットスタッフ
- 日本語版翻訳 - 滝沢ふじお
- 日本語版訳詩 - 井出隆夫
- 作曲・編曲 - ディック・リーブ

## 挿入歌
- 「ホームシック」と「ゴーイング・トゥ・キョート」
作詞・作曲 - トニー・ガイス
- 「イチ・ニ・サン」と「ムーンムーン」
作詞・作曲 - キャロル・ホール